# Анна Трайста-Рушть
Анна Трайста-Рушть (нар. 4 липня 1953, с. Вишня Рівня, повіт Марамуреш, Румунія) — українська письменниця, авторка книги «Дорога», що вийшла друком за фінансуванням Союзу українців Румунії.

## Життєпис
Анна Трайста-Рушть народилася 1953 року в українському селі Вишня Рівня (рум. Рона де Сус), повіт Марамуреш у Румунії, що на Мараморощині, неподалік кордону з Україною. Початкову школу закінчила 1964 року в присілку Мочарний. До сільської восьмирічки треба було спускатися з гори по вісім кілометрів щодня і так чотири роки. У 1972 році закінчила українське відділення Сігетського ліцею імені Драгоша Воде. Чотири роки працювала учителькою та вихователькою в рідному селі. У 1976 році вступила на філологічний факультет Тімішоарського університету. Наступного року перевелася на факультет філології, відділу російської та румунської мов Клузького університету імені Бабеш-Бояй у місті Клуж Напока. Після закінчення закладу вищої освіти в 1980 році переїхала в село Арборе, що на Буковині, де почала працювати викладачем російської, румунської та латинської мов і літератури. Також працювала перекладачем, готуючи заочників. У 1983 році здала іспит дефінітивату в Університеті ім. Ал. Й. Кузи в Ясах. 1992 року одержала другий ступінь в Університеті «Бабеш Бойой» в м. Клуж-Напока. Через чотири роки перший ступінь в тому ж закладі вищої освіти.

## Творчість
Живучи в середовищі українців Анна Трайста-Рушть почала писати літературні твори румунською та українською мовами. У його творах, зокрема, в повісті «Дорога», головними героями виступають українці та румуни, що живуть у прикордонні в обох державах, товаришують, одружуються та співпрацюють. У 2010 році побачила світ книга з повістю «Кам'яний дім». Роман «Дикий рай», частково опублікований у «Нашому голосі». Румунською мовою було написано та видано роман «Cuibul urșilor».

## Родина
Одружена з румуном. В родині народилося п'ятеро синів: Богдан, Михайло, Андрій, Октав'ян та Віктор.